# Жената на проповедника
„Жената на проповедника“ (на английски: The Preacher's Wife) е американска комедийна драма от 1996 г. на режисьора Пени Маршъл, сценарият е на Нат Мауладин и Алън Скот, и участват Дензъл Уошингтън, Уитни Хюстън и Кортни Б. Ванс. Той е римейк на „Съпругата на епископа“ (1947), който е базиран на едноименния роман, написан от Робърт Нейтън.